# Paczka Ferenc
Paczka Ferenc (Monor, 1856. július 31. – Berlin, 1925. április 20.)  magyar festő.

## Életpályája
Művészi tanulmányait Münchenben és Párizsban folytatta. Ezután Simor János esztergomi érsek Rómában taníttatta, ahol Paczka Ferenc a pápa arcképét is megfestette. Később Berlinben telepedett le, de a magyarországi festészettel mindvégig megtartotta kapcsolatait. Akadémikus történeti kompozíciói közül a legismertebb Emese álma című képe. Vallásos tárgyú képeken kívül (A tékozló fiú) jelentősek dunántúli tájképei, népéletképei. Több képe az esztergomi Keresztény Múzeum tulajdonában van.

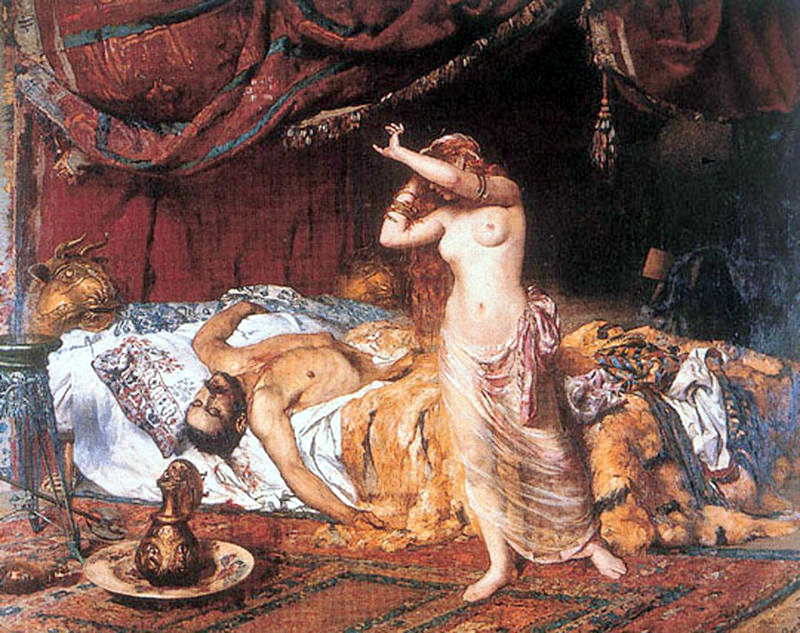
Attila halála (Paczka festményei)

## Emlékezete
1927-ben műveiből hagyatéki kiállítást rendeztek.